# Зотов, Пётр Николаевич
Пётр Николаевич Зотов (1925 — 19 апреля 1945) — участник Великой Отечественной войны, командир стрелкового отделения 1270-й стрелкового полка 385-й стрелковой дивизии 49-й армии 2-го Белорусского фронта, гвардии младший сержант. Погиб 19 апреля 1945 года, закрыв своим телом вражескую амбразуру.

## Биография
Родился в 1925 году в деревне Ново-Покровка Родинского района Алтайского края. До призыва в армию работал в местном колхозе. 28 декабря 1942 года получил повестку о призыве в армию и в составе группы 17-летних призывников был направлен в одну из запасных частей, в которой готовилось пополнение для частей фронта.
5 января 1943 года принял присягу в РККА. В том же году вступил в ряды ВЛКСМ (по другим данным в 1944 году). Из запасной части рядовой Зотов был направлен для прохождения службы в 1-ю роту автоматчиков моторизованного стрелкового батальона 62-й гвардейской танковой бригады 10-го гвардейского танкового корпуса 4-й танковой армии. В это время 4-я танковая армия находилась в резерве ставки Верховного Главнокомандующего и пополнялась техникой и личным составом после боёв под Орлом. 27 февраля 1944 года 4-я танковая армия вошла в состав 1-го Украинского фронта.
21 марта в ходе Проскуровско-Черновицкой наступательной операции в боях за село Данюки первым ворвался в него, обнаружил там немецкое самоходное орудие, ведущее огонь по подразделениям Красной армии, подполз к нему и, бросив в открытый люк гранату, уничтожил находившийся там вражеский экипаж. 22 марта 1944 года получил ранения в районе Гримайлова. Приказом по 10-му гвардейскому танковому корпусу № 025/н от 23 мая 1944 года был награждён Орденом Славы 3-й степени. Орден был вручён в госпитале, в котором Зотов проходил лечение после ранения.
По окончании лечения в госпитале был направлен для прохождения дальнейшей службы в 1270-й стрелковый полк 385-й стрелковой дивизии командиром стрелкового отделения. В это время дивизия после форсирования Днепра и овладения Осовцом и Ломжем занимала оборону по восточному берегу реки Нарев. С 12 января 1945 года в составе дивизии принимал участие в операции по дальнейшему занятию Польши, в том числе боях у Мазурских болот и боях за Данциг. На второй день после овладения Данцигом дивизия на автомашинах была переброшена на восточный берег реки Одер, в район города Шведт. 19 апреля 1945 года в боях при форсировании реки Одер гвардии младший сержант Зотов после короткой артподготовки одним из первых в батальоне поднялся в атаку, броском преодолел мост и своим телом закрыл пулемётную точку противника, заставив её замолчать, тем самым ценой своей жизни дал возможность двигающимся за ним подразделениям захватить немецкий мост. За этот подвиг командиром 1270-го стрелкового полка полковником Р. А. Охотиным был представлен к званию Героя Советского Союза, командир 385-й стрелковой дивизии генерал-майор М. Ф. Супрунов и командир 70-го стрелкового корпуса генерал-лейтенант В. Г. Терентьев поддержали данное представление, но командование 49-й армией не поддержало его, и приказом по 49-й армии № 096 от 10 июня 1945 года Зотов был награждён орденом Красного Знамени посмертно.
Похоронен в двухстах метрах к югу от церкви в деревне Ниппервизе провинции Бранденбург (ныне Огница, гмина Видухова, Польша).

## Награды
За время службы П. Н. Зотов был награждён:
- Орден Красного Знамени (Приказ № 096 от 10 июня 1945 года)[7].
- Орден Славы 3-й степени (Приказ № 025/н от 23 мая 1944 года)[4][5].

## Семья
- Отец — Зотов Николай Павлович, красноармеец 380-й стрелковой дивизии, погиб в марте 1942 года[10].
- Мать — Зотова Елена Леонтьевна[9].